# Светиврачка околия
Светиврачката околия е административно-териториална единица в България, съществувала от 1925 до 1959 година.
Околията е учредена в 1925 година със Закона за изменение на административното деление на територията на България, когато центърът на Мелнишката околия е преместен в село Свети Врач, обявено в 1929 година за град. Част е от Петричкия окръг.
В 1926 година освен Свети Врач околията включва следните села:
| - Белевехчево - Белица - Бельово - Бождово - Влахи - Врабча - Враня - Гара Белица - Голем Цалим - Голешово - Горна Сушица | - Горни Орман - Горно Спанчево - Градешница - Дебрене - Делчево - Деремислим - Долени - Долна Сушица - Долни Орман - Долно Спанчево - Държаново | - Калиманци - Капатово - Катунци - Кашина - Ковачево - Кресна - Кромидово - Кулата - Кърланово - Левуново - Лески | - Лехово - Лиляново - Любовища - Любовка - Малки Цалим - Манджово - Марикостиново - Марино поле - Мелник - Мечкул - Нови чифлик | - Ново Ходжово - Орман чифлик - Ощава - Петрово - Пиперица - Пирин - Плоски - Поленица - Припечене - Рожен - Сенокос | - Склаве - Спатово - Стожа - Сугарево - Тремошница - Хотово - Храсна - Хърсово - Черешница - Чучулигово - Яново |

При новото административно-териториално деление, наложено от деветнадесетомайците в 1934 година, околията с указ на царя и на Министерството на вътрешните работи и народното здраве е включена в Софийската област. През септември 1943 година с постановление № 3 на Министерския съвет става част от новосъздадената Горноджумайка област. В 1949 година със Закона за разделяне на страната на окръзи става част от Горноджумайския окръг (от 1950 Благоевградски) до закриването на околиите в 1959 година. От 1949 година се нарича Санданска околия.